# Twents (openbaar vervoer)
Twents was het merk (met eigen huisstijl, ontworpen door de regio Twente) van het openbaar vervoer in de regio Twente, dat werd uitgevoerd door Syntus Twente. Alle bussen van het stads- en streekvervoer en de treinen waren, volgens voorschriften van de opdrachtgever, voorzien van een Twentse rode kleur met een universeel logo ("Twents") en een herkenbare beeltenis van een paard. Dit laatste was het "Twentse Ros", deze werd ook gebruikt in het logo van de vroegere TET. Het ging om de bussen en de treindienst Zutphen - Hengelo - Oldenzaal.

## Gebied
Het gebied besloeg de samengevoegde concessiegebieden Twente en Zutphen-Hengelo-Oldenzaal. Het omvatte de stadsdiensten van Almelo, Hengelo en Enschede, het streekvervoer in Twente en de treindienst Zutphen - Hengelo - Oldenzaal.

## Geschiedenis
De bussen van Connexxion in de vorige concessie van 11 december 2005 tot 8 december 2013 reden ook in deze huisstijl. Ook de opvolgende vervoerder Syntus, verzorgde in deze regio in opdracht van Connexxion al een aantal streeklijnen. Syntus reed deze buslijnen en spoorlijn precies in dezelfde rode huisstijl. Het enige verschil waren de logo's van de desbetreffende vervoerders die aan alle kanten zichtbaar waren. Toch werden er, door materieelgebrek, ook enkele bussen in de eigen Connexxion huisstijl ingezet.
Sinds 27 mei 2007 werd ook de treindienst Almelo - Mariënberg onder de naam Twents uitgevoerd. Deze treindienst is opgenomen in de dienstregeling van Connexxion als lijn 84. Hiervoor hadden twee LINT-treinstellen van Syntus, te weten treinstellen 44 en 45, de rode huisstijl gekregen. Vanaf de ingangsdatum van de nieuwe concessie, die was ingegaan op 8 december 2013, viel deze lijn niet meer onder de concessie Twents, maar onder de nieuwe concessie Vechtdallijnen, samen met de spoorlijn Zwolle - Emmen. Vanaf dan tot 2027 ging Arriva deze lijn exploiteren. De treindienst Zutphen - Oldenzaal - Hengelo werd van december 2013 tot en met november 2017 uitgevoerd als Twents. Na november 2017 werd deze treindienst uitgevoerd onder de naam Blauwnet.

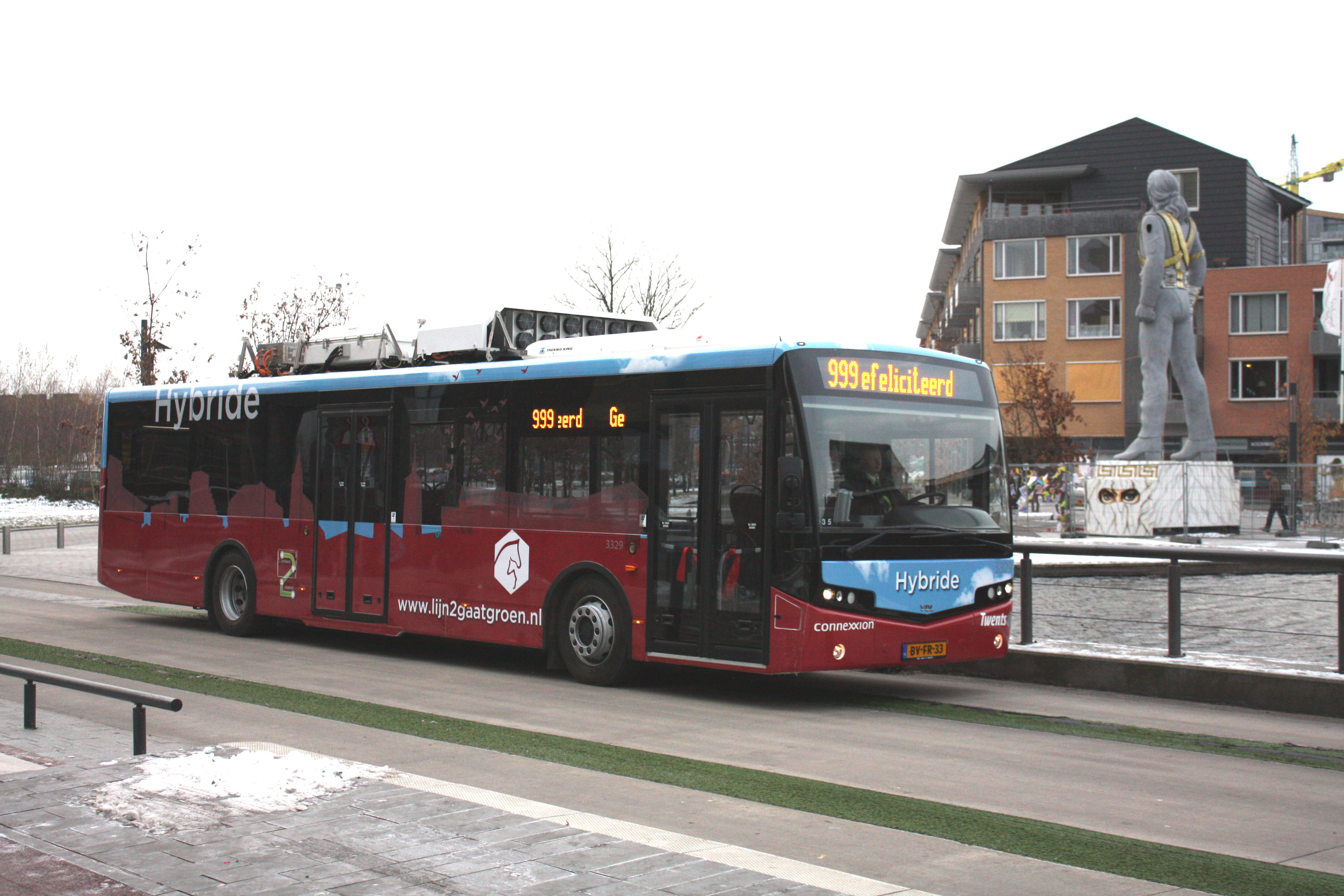
Hier de VDL Citea Hybride bus tijdens de presentatie

Vanaf januari 2011 werd er in Enschede op lijn 2 voor twee jaar een proef gehouden met twee dieselelektrische bussen van het type Citea. Deze werden op 1 december 2010 gepresenteerd. De bussen werden gebouwd door VDL, de hybride systemen waren van Vossloh-Kiepe. Bij deze bussen dreef een dieselmotor een generator aan, die de stroom verdeelde over condensatoren en de elektromotoren. De remenergie bleef behouden en werd opgeslagen in de condensatoren. Software in de bus leerde het traject kenden, zodat het een inschatting kon maken waar de bus de dieselmotor moest stoppen of juist starten. De proef werd niet voortgezet en de bussen werden van de hand gedaan.

## Materieel
- Zie voor het materieel dat Syntus Twente inzette in deze concessie de sectie Materieel in het artikel Syntus Twente.